# This Beautiful Mess
This Beautiful Mess — второй альбом американской группы Sixpence None the Richer, выпущенный в 1995 году.

## Список композиций
Все песни написаны Matt Slocum, кроме обозначенных особо
1. «Angeltread» — 3:28
2. «Love, Salvation, the Fear of Death» (James Arhelger, Slocum) — 3:51
3. «Bleeding» — 5:04
4. «Within a Room Somewhere» — 5:06
5. «Melting Alone» — 4:03
6. «Circle of Error» — 5:04
7. «The Garden» (Arhelger, Dale Baker, Leigh Bingham, Slocum) — 4:03
8. «Disconnect» (Tess Wiley) — 4:20
9. «Thought Menagerie» — 3:11
10. «Maybe Tomorrow» — 4:22
11. «Drifting» — 3:42
12. «I Can’t Explain» — 3:25